# Torre de Santa Faç
La Torre de Santa Faç és una torre-refugi situada en els voltants de l'Horta d'Alacant, en l'entitat de Santa Faç, pertanyent a la ciutat d'Alacant.
Situada en la carretera d'Alacant en direcció a València, concretament en el quilòmetre 8. Va ser construïda en el segle xvi per defensar el complex monasterial de la Santa Faç, del que rep el seu nom, i forma part de les Torres i Talaies d'Alacant que van ser recollides en 1997 sota la protecció de Bé d'Interès Cultural.

## Història
Va ser construïda per defensar el monestir i el caseriu adjunt dels atacs de pirates. Dins del conjunt de torres i talaies de la ciutat, és una de les més tardanes a ser construïdes. Va ser una de les obres d'enginyeria militar aixecades a la ciutat per italià Joan Baptista Antonelli (1527-1588), l'any 1575. És la torre més ben documentada de les que hi ha a la ciutat, i es troba en perfecte estat de conservació.

## Descripció
Es tracta d'una edificació de planta quadrada d'uns vuit metres de costat, dividida en quatre plantes i rematada amb una terrassa. La seva fàbrica és de maçoneria, i està reforçada en les seves cantonades amb fileres de carreus. Les seves cantonades superiors estan rematades per quatre garites, aspecte que la diferència de la resta de torres de vigilància de la zona; a més, recorre el seu perímetre superior una motllura classicista.